# Сэйун
«Премия Сэйун»  (яп. 星雲賞 Сэйунсё:, «Премия туманность») — японская литературная премия за научно-фантастическую литературу. Учреждена в 1970 году, «Премия Сэйун» — престижная литературная премия в этой стране.
Вручается в девяти номинациях:
- «Японский роман» (яп. 日本長編部門小説),
- «Японский рассказ» (яп. 日本短編部門小説),
- «Переводной роман» (яп. 海外長編部門小説),
- «Переводной рассказ» (яп. 海外短編部門小説),
- «Медиа» (яп. メディア部門),
- «Комикс» (яп. コミック部門),
- «Художник» (яп. アート部門),
- «Нон-фикшн» (яп. ノンフィクション部門)
- «Внежанровая номинация» (яп. 自由部門).

В 2023 году Сатоси Хасэ был награждён в категории «Японский роман» за своё произведение «Протокол человечества» (яп. プロトコル・オブ・ヒューマニティ) и американский автор Айзек Азимов получил премию в категории «Переводной роман» за свою трилогию Основание..